# Yoder (Wyoming)
Yoder – miasto w Stanach Zjednoczonych, w stanie Wyoming, w hrabstwie Goshen.